# NGC 4918
NGC 4918 é uma galáxia espiral (S0-a) localizada na direcção da constelação de Virgo. Possui uma declinação de -04° 30' 02" e uma ascensão recta de 13 horas, 01 minutos e 50,7 segundos.
A galáxia NGC 4918 foi descoberta em 1886 por Frank Leavenworth.